# برشلونة (مقاطعة)
مقاطعة برشلونة (بالكاتالانية: Província de Barcelona، بروبينسيا دي بارسالونا؛ بالإسبانية: Provincia de Barcelona، بروبينثيا دي بارثلـونا) هي مقاطعة إسبانية تقع في شمال شرق الدولة، تقع ضمن حدود منطقة كتالونيا، عاصمتها هي مدينة برشلونة، تضم المقاطعة 311 بلدية.

## الجغرافيا
تقع مقاطعة برشلونة في شمال شرق إسبانيا تحدها من الشمال الشرقي مقاطعة جرندة، ومن الشمال الغربي مقاطعة لاردة، ومن الجنوب الشرقي البحر المتوسط، ومن الجنوب الغربي مقاطعة طراغونة.
تبلغ مساحة مقاطعة برشلونة 7.733 كم².

## الديموغرافيا
يبلغ عدد سكان مقاطعة برشلونة 5.529.099 نسمة عام 2011 (وفقاً للمعهد الوطني للإحصاء الإسباني).
فيما يلي قائمة أكبر البلديات من حيث عدد السكان (بتاريخ 1 يناير 2011):
1. برشلونة 1.615.448 نسمة
2. أوسبيتالت دي يوبريغات 256.065 نسمة
3. بادالونا 219.786 نسمة
4. تاراسا 213.697 نسمة
5. ساباديل 207.721 نسمة
6. ماتارو 123.868 نسمة
7. سانتا كولوما دي غرامانيت 120.824 نسمة
8. كورنيا دي يوبريغات 87.243 نسمة
9. سانت كوغات ديل فاييس 83.337 نسمة
10. سان باوديليو دي يوبريغات 82.860 نسمة